# Koffi Olympio
Koffi Olympio (Lomé, 18 de abril de 1975) é um ex-futebolista profissional togolês que atuava como defensor.

## Carreira
Koffi Olympio representou o elenco da Seleção Togolesa de Futebol no Campeonato Africano das Nações de 2002.